# Амундсенов залив
Амундсенов залив се налази између канадске северозападне територије, острва Банкс и Викторија и Бофоровог мора. Дуго је око 402 km и широко 150 km. Истрађивао га је норвежанин Роалд Амундсен између 1903. и 1906. по коме је добио име. Амундсенов залив се налази на западном крају Северозападног пролаза, морског пута који повезује Атлантски са Тихим океаном. Врло мало људи живи на његовим обалама, али ипак има неколико насеља као Сакс Харбур, Холман и Полатук. На северу залива се налази пролаз Принца од Велса. На југоистоку и истоку залив води преко пролаза Долфин и Јунион у залив Симпсон затим у залив Коронејшн. На западу и северозападу се може доћи у Бофортово море и северни ледени океан. Целим заливом влада поларна клима, коју карактерише екстремно хладна зима. Амундсенов залив је прекривен ледом током највећег дела године тако да ледоломци раде све до јула. 